# Exiligada negriensis
Exiligada negriensis är en snäckart som beskrevs av Tom Iredale 1939. Exiligada negriensis ingår i släktet Exiligada och familjen Camaenidae. Inga underarter finns listade i Catalogue of Life.